# 海誓山盟 (台灣電視劇)
《海誓山盟》是一部台灣電視劇，2005年2月24舉行記者會，2005年3月14日舉行開鏡記者會，2005年4月19日至7月19日每週一至週五晚上八點於台視播出。

## 播出時間
| 頻道 | 所在地 | 播放日期        | 播出時間 | 備註 |
| ---- | ------ | --------------- | -------- | ---- |
| 台視 | 臺灣   | 2005年4月19日起 | 20:00    |      |

## 演员表

### 杨家(华台集团)
| 演员   | 角色   | 昵称/关系/职业 |
| 黄建群 | 杨为天 | 为天 叶明珠之亡夫 范秀琼之前男友 杨国邦之兄 罗水江、江婷婷、杨嘉雯之伯父 杨铭峰之养伯父 华台集团之前董事长-前董事 《银色风暴》电磁科技之研发者,已去世仅在对白提及,回忆片段客串 |
| 孙翠凤 | 叶明珠 | 明珠 杨为天之妻 杨国邦之大嫂兼前女友 罗水江、江婷婷之母 杨铭峰之岳母兼養伯母 杨嘉雯之伯母 范秀琼、赵淑美之友 侯智慧之同学 华台集团之前总经理→华台集团之前董事长→华台集团之副董事长-董事 因遭方士清跟杨国邦陷害陷入跟郑凯文性爱光碟风暴并跳海自杀，没死后协助李耀宗接任华台集团董事长一职 |
| 陈霆   | 杨国邦 | 国邦 周丽雪之夫 金娜娜-侯智慧之前情夫 叶明珠之前男友兼小叔 罗水江、江婷婷、杨嘉雯之父 杨铭峰之养父兼岳父 李耀宗之岳父 方建良之前岳父 杨为天之弟 华台集团之前副董事长-董事 于26年前被方士清跟汪万三陷害酒驾撞死李正胜妻子并多年来遭方士清威胁，后被方士清跟方建良施计让出华台经营权并在家人开导下醒悟 因为保护杨铭峰而被罗水江用摩托车撞至重伤并失智，由于病发时送医途中被李正胜绑架 因李正胜告知罗水江身世并恢复正常且逃走，后被方建良用鱼竿打伤及踢下楼导致重伤不治，最终死于在家人包围下 |
| 陈霆   | 罗水江 | 水江 杨国邦、叶明珠之子 李正胜之养子 江婷婷之兄 杨嘉雯同父异母之兄 杨铭峰之养兄 周承太之结拜兄弟 李正胜之手下→周承太之手下→味华台集团之前总务长→味真香便当店之前员工→华台集团之总务长→华台集团之董事长-董事 在于杨国邦死后从李正胜身上得知自己的身世并离开投靠周承太 曾被周承太跟洪大军注射病毒，因叶明珠用亲情唤醒而动手术取出晶片导致中毒，后周承太跟洪大军交易且用性命交换而取得解药并痊愈 在于周承太失智期间跟周承太结拜兄弟、后来洪大军死后并接任华台集团董事长一职                   |
| 陈仙梅 | 江婷婷 | 婷婷 杨铭峰之養姊、後為其妻 方建良之前女友 杨国邦、叶明珠之女 范秀琼之养女 罗水江之妹 杨嘉雯同父异母之姐 洪大军、周丽雪之媳妇 杨国邦之养媳妇 郭凤来、李耀宗之友 非常周刊之前记者→华台集团之公关部经理-董事 在于跟杨铭峰结婚当日叶明珠告知俩人为姐弟,后来得知跟跟杨铭峰并非亲姐弟而复合 |
| 田家达 | 杨铭峰 | 铭峰 江婷婷之养弟、後為其夫 范珍妮之前男友 洪大军、周丽雪之子 杨国邦之养子 罗水江之养弟 杨嘉雯異父同母之兄兼同父異母之姐夫 杨国邦、叶明珠之女婿 范秀琼之养女婿 华台集团之业务部协理→华台集团之业务部副理→华台集团之业务部协理→华台集团之公关部副总经理→潜龙国际集团之前总经理→华台集团之公关部副总经理-董事 因跟江婷婷结婚当日叶明珠告知俩人为姐弟，后得知跟江婷婷并非亲姐弟而复合 在于得知自己的身世后受周承太指示跟洪大军相认并搜集洪大军罪证，后检举洪大军罪证                          |
| 慕钰华 | 周丽雪 | 丽雪 杨国邦之妻 洪大军之前女友 杨铭峰、杨嘉雯之母 江婷婷之婆婆 李耀宗之岳母 方建良之前岳母 华台集团之董事 因利用银色风暴及往事威胁洪大军而被洪大军逼疯,后被儿女送往疗养院医疗 在于恢复正常后不幸罹患忧郁症，后来利用杨铭峰身世威胁洪大军而被洪大军在疗养院内杀害 |

### 方家(东南企业)
| 演员                | 角色   | 昵称/关系/职业 |
| 杨怀民              | 方士清 | 士清 侯智慧之前男友 方建良之父 楊嘉雯之前公公 警官→东南企业之创办人-董事长→华台集团之前总经理-前董事→东南企业之总经理-董事 于26年前跟汪万三陷害杨国邦醉驾撞死李正胜妻子并利用此事威胁杨国邦,后跟方建良施计让杨国邦让出华台经营权 因企图背叛洪大军投靠陆志成而被洪大军绑架且送去大陆,后被阿祈救出而企图威胁周承太而在大陆被阿祈杀害                                            |
| 陈熙鋒/陈宇风(替身) | 方建良 | 建良 杨嘉雯之前夫 江婷婷之前男友 方士清之子 杨国邦、周丽雪之前女婿 杨为天之前侄女婿 范珍妮之大学同学 东南企业之总经理→华台集团之前董事长→东南企业之前董事长→华台集团之前行销部组长→华台集团之前董事长-前董事 于跟杨嘉雯商业联姻,后被周承太强迫而离婚 因被洪大军威胁而掏空华台资产,因认为周承太杀害方士清而跟侯智慧合作毒害周承太跟杨嘉雯,最终因毒害周承太跟杨嘉雯而被警方逮捕 |

### 李家(味真香便当店、前阿美面摊)
| 演员   | 角色   | 昵称/关系/职业 |
| 林义芳 | 李正胜 | 正胜 赵淑美之夫 李耀宗之父 罗水江之养父 杨嘉雯之公公 华台集团之前报全部主任→味真香便当店之老板 于26年前因跟妻子与杨国邦相撞，后隐姓埋名逃亡而抱走罗水江抚养却害死周承太母亲 在于杨国邦死后而得知方士清为真凶并对杨家忏悔 |
| 狄莺   | 赵淑美 | 淑美 李正胜之妻 李耀宗之母 杨嘉雯之婆婆 范秀琼、叶明珠之友 阿美面摊之前老板娘→味真香便当店之老板娘 |
| 关德辉 | 李耀宗 | 耀宗 杨嘉雯之夫 李正胜、赵淑美之子 杨国邦、周丽雪之女婿 杨为天之侄女婿 江婷婷、陆志成之友 华台集团之总务部职员→华台集团之董事长特助-海外部经理→华台集团之业务部协理→华台集团之董事长→华台集团之总务长→陆志成之前特助→华台集团之总经理-董事 |
| 段星卉 | 杨嘉雯 | 嘉雯 李耀宗之妻 方建良之前妻 杨国邦、周丽雪之女 罗水江、江婷婷同父异母之妹 杨铭峰异父同母之妹 方士清之前媳妇 李正胜、赵淑美之媳妇 华台集团之人事部经理→华台集团之总经理-人事部经理→味真香便当店之前员工→华台集团之副总经理-人事部经理 于跟方建良商业联姻,后周承太强迫方建良而离婚 在于跟李耀宗结婚前夕被侯智慧下毒,后周承太目睹跟李耀宗感情而获得解药并痊愈 |

### 其他演员
| 演员   | 角色   | 昵称/关系/职业 |
| 洪瑞襄 | 范秀琼 | 秀琼 杨为天之前女友 江婷婷之养母 杨铭峰之养岳母 舞蹈家 因看见陷害叶明珠导演蔡明而跟蔡明在路边起冲突不慎被车撞死 |
| 姜荣峰 | 吴嘉   | 五角 李正胜之手下 阿美面摊之前员工 原爱赌博,后因赵淑美而悔改 因为保护赵淑美而被方建良打成重伤并变成植物人,后被李正胜送往美国医疗 |
| 张克帆 | 赵冠军 | 冠军 华台集团之前总经理特助→华台集团之前董事长特助-前董事 在于叶明珠跳海后为保护郭凤来并带郭凤来出国 |
| 赖暄妮 | 侯智慧 | 智慧 杨国邦之前情妇 方士清、洪大军之前女友 叶明珠之同学 非常周刊之前主编→华台集团之前人事部经理→潜龙国际集团之前董事长特助 因不满杨国邦而投靠方士清,在于方士清落难后投靠洪大军 因毒害周承太跟杨嘉雯而被阿祈用台灯打死 |
| 江俊翰 | 郑凯文 | 凯文 华台集团之前董事长司机→洗车场之前洗车工→华台集团之前董事长特助 因被方士清威胁而陷害叶明珠,后悔改而跟李耀宗合作对付方士清跟方建良父子 因李耀宗害怕被方建良对付而出国避风头 |
| KIKI   | 郭凤来 | 凤来 江婷婷之友 在于叶明珠跳海失踪后为安全着想并跟随赵冠军出国 |
| 秦杨   | 周承太 | 太子 金娜娜之子 周潜龙之养子 罗水江之结拜兄弟 潜龙国际集团/潜龙帮之前总裁→味真香便当店之前员工-前老板→潜龙国际集团/潜龙帮之总裁-董事 在于罗水江性命垂危时为取得解药而跟洪大军交易并自杀未遂导致失智，后遭陆志成开车撞至恢复正常 因遭方建良下毒而目睹杨嘉雯跟李耀宗感情将解药给杨嘉雯,后被陆志成跟彭教授送往国外取得解药并痊愈,在于痊愈后前往美国跟陆志成会合 |
| 潘逸安 | 阿祈   | 周承太之手下 后因杀害侯智慧而向警方投案入狱 |
| 曾莞婷 | 范珍妮 | 珍妮 杨铭峰之前女友 方建良之大学同学 洪大军之手下 后被魏莎丽用电击致死 |
| 李滔   | 洪大军 | 大军 周丽雪之前男友 杨铭峰之父 江婷婷之公公 潜龙国际集团之前科技研发顾问→华台集团之前董事→潜龙国际集团之前总裁-前董事 因欲夺潜龙国际及银色风暴利用罗水江的解药并周承太让出潜龙国际经营权及逼周承太自杀 最终被方建良跟杨铭峰检举罪证而被警方通缉,后跟杨铭峰起冲突时用刀刺死自己                                                                               |
| 杨琼华 | 魏莎丽 | 莎丽 洪大军之手下→华台集团之前董事长特助→洪大军之手下 后离开洪大军 |
| 翁家明 | 陆志成 | 陆院长 李耀宗之友、银色风暴之研发者 |

## 主題曲

### 片頭曲
1. 海誓山盟
2. 主唱:傅振輝、張蓉蓉

### 片尾曲
1. 恨抹落心
2. 主唱：林珊、翁立友

## 電視節目的變遷
| 台灣電視公司 星期一至五20:00~21:30           | 台灣電視公司 星期一至五20:00~21:30       | 台灣電視公司 星期一至五20:00~21:30 |
| -------------------------------------------- | ---------------------------------------- | ---------------------------------- |
|                                              | 海誓山盟 （2005年4月19日-2005年7月19日） |                                    |
| 小媽媽的天空 （2005年2月28日-2005年4月18日） | 格鬥天王 （2005年7月20日-2005年8月16日） |                                    |

| 台視綜合台 五點檔 星期一至五17:00-18:00 | 台視綜合台 五點檔 星期一至五17:00-18:00 | 台視綜合台 五點檔 星期一至五17:00-18:00 |
| --------------------------------------- | --------------------------------------- | --------------------------------------- |
|                                         | 海誓山盟 （2017.08.08 - 2018.01.02)     |                                         |
| 天上聖母媽祖 （2017.04.04 - 2017.08.07) | —                                       |                                         |